# Relaciones Benín-Estados Unidos
Las relaciones Estados Unidos-Benín son las relaciones diplomáticas entre Estados Unidos y Benín. Las dos naciones han tenido una excelente historia de relaciones en los años transcurridos desde que Benín se abrazó la democracia. El gobierno de los Estados Unidos continúa ayudando a Benín con el mejoramiento de los niveles de vida que son clave para el éxito final del experimento de Benín con el gobierno democrático y la [liberalización económica]], y son consistentes con los valores de los EE. UU. y promoviendo el crecimiento. La mayor parte del esfuerzo de los EE. UU. en apoyo de la consolidación de la democracia en Benín se centra en el desarrollo de recursos humanos a largo plazo a través de Agencia de los Estados Unidos para el Desarrollo Internacional (USAID).

## Historia
Los esfuerzos para perseguir este interés nacional están encabezados por USAID, que tiene programas efectivos enfocados en educación primaria, salud familiar (incluyendo planificación familiar), salud de mujeres y niños, y combate de enfermedades de transmisión sexual, especialmente la propagación. de VIH. El programa Democracia y Gobernabilidad de USAID también enfatiza el fomento de una mayor participación de la sociedad civil en la toma de decisiones a nivel nacional; fortalecimiento de los mecanismos para promover la transparencia y la rendición de cuentas; mejora del entorno para iniciativas descentralizadas privadas y locales; y mejorar el sistema electoral y la legislatura nacional. Una serie de programas de cooperación entre militares refuerza los esfuerzos de democratización. La cooperación militar entre los Estados Unidos y Benín se está expandiendo, tanto bilateralmente como dentro de un marco regional más amplio.
En febrero de 2006, el Gobierno de Benín firmó un Compacto del Desafío del Milenio (MCC, por sus siglas en inglés) de $ 307 millones a 5 años para aumentar la inversión y la actividad del sector privado en Benín. El programa elimina las restricciones clave para el crecimiento y apoya mejoras en infraestructuras físicas e institucionales en cuatro sectores críticos: tierra, servicios financieros, justicia y  mercado s. Los proyectos propuestos se refuerzan entre sí, contribuyendo a una tasa de rendimiento económico del 17%.
Los EE. UU. Avanzan en la ética de la aplicación de la ley trabajando con las autoridades beninesas para acabar con los delitoss, ayudar a erradicar la corrupción política, promover el buen gobierno, la regla de Ley, y mayor responsabilidad oficial.
La Oficina de Asuntos Públicos de EE. UU. En Cotonú lidera los intercambios culturales, profesionales y educativos entre los Estados Unidos y Benín, con un enfoque en ayudar a educar al gobierno de Benín y al público sobre las oportunidades comerciales y las ventajas de African Growth and Ley de Oportunidad. La Oficina de Pensilvania también ayuda a expandir los esfuerzos para construir un medio de comunicación más responsable.
/El programa de los Estados Unidos Cuerpo de Paz en Benín brinda oportunidades continuas para un mayor entendimiento entre los beninenses y los estadounidenses. Los aproximadamente 110 voluntarios promueven el desarrollo sostenible a través de actividades en salud, educación, medio ambiente y desarrollo de pequeñas empresas. El programa del Cuerpo de Paz de los Estados Unidos en Benín es uno de los más exitosos en África, en parte debido a la receptividad y colaboración de Benín.
Actualmente, el comercio entre Benín y los Estados Unidos es pequeño, pero el interés en los productos estadounidenses está creciendo. Los Estados Unidos están interesados en promover un mayor comercio con Benín para contribuir al comercio de los Estados Unidos con los vecinos de Benín, particularmente Nigeria, Níger y Burkina Faso, que reciben grandes cantidades de sus propios fondos. Importaciones a través del puerto de Cotonú. Dicho comercio también se ve facilitado por la membresía de Benín en la Comunidad Económica de los Estados del África Occidental (CEDEAO) y en la [zona monetaria [franco CFA]]. El gobierno de los Estados Unidos también trabaja para estimular la inversión estadounidense en sectores clave como la energía, telecomunicaciones y transporte. Benín ha sido elegible para la Ley de Crecimiento y Oportunidad de África (AGOA) desde que comenzó el programa en 2000. Calificó para los beneficios de prendas y prendas textiles de AGOA en enero de 2004.

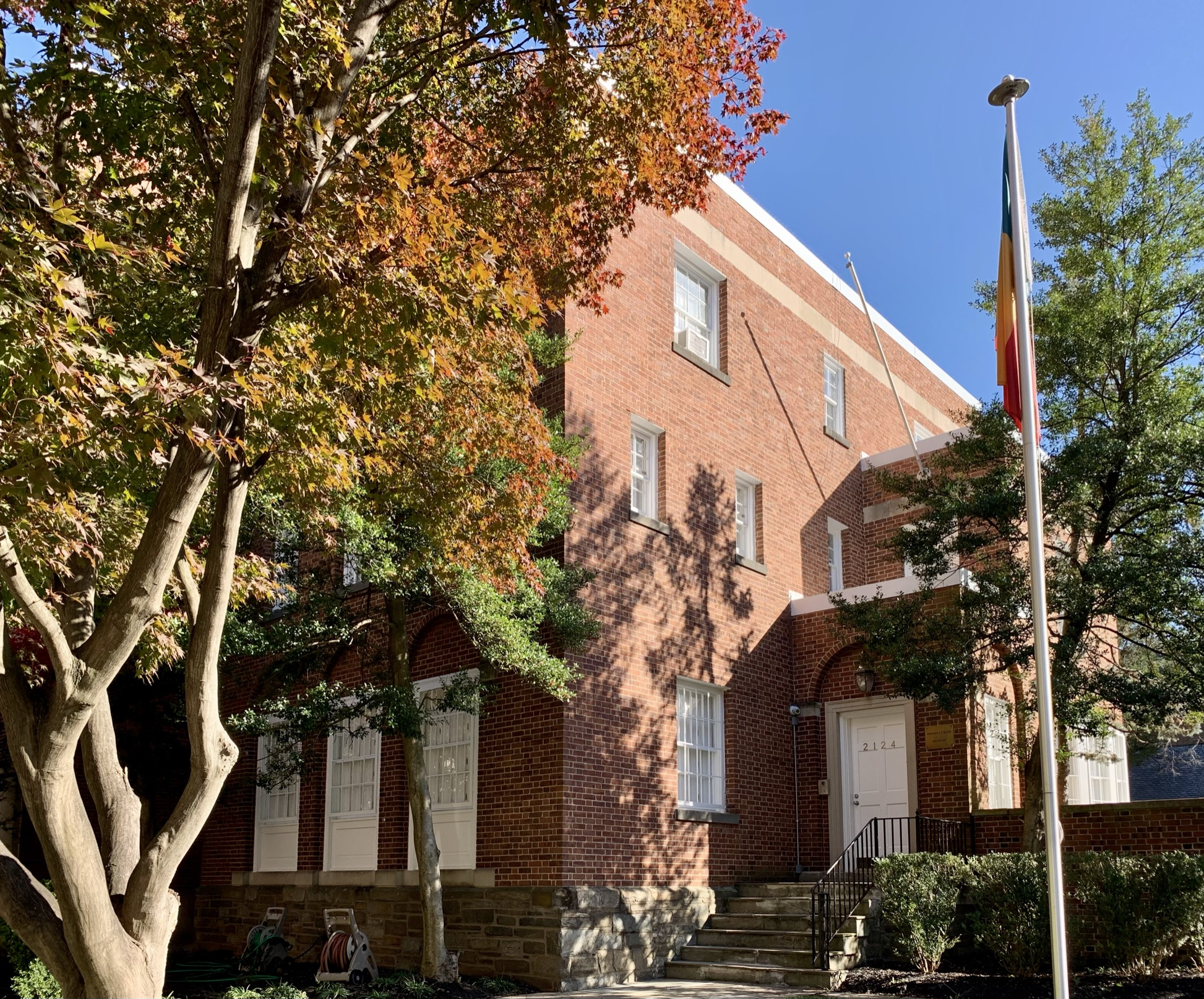
Embajada de Benín en Washington D. C.

## Misiones diplomáticas residentes
- Benín tiene una embajada en Washington D. C.
- Estados Unidos tiene una embajada en Cotonú.